# Liste des premiers médecins du roi
Cette liste permet de comprendre les diverses évolutions chronologiques de la charge de premier médecin du roi de France. Elle vient en complément de la Catégorie:Premier médecin du roi, qui fournit une liste des membres par ordre alphabétique.
Le premier médecin du roi, ou archiatre, est sous l'Ancien Régime le chef de tous les officiers de santé au service du monarque. Il a l'autorité suprême pour l'organisation de la médecine dans tout le royaume.
On peut noter que les deux facultés de médecine de Paris et de Montpellier fournissent la grande majorité des premiers médecins du roi au cours de l'histoire. On notera aussi la présence auprès du roi de médecins protestants au XVIe siècle et de plusieurs étrangers : suisses et italiens notamment.
Remarque : il n'existe pas d'iconographie contemporaine des médecins ni des rois de France pour les premiers siècles. Le tableau chronologique a été simplifié en conséquence.

## Liste des premiers médecins du roi

### Sous les Mérovingiens (481-751) puis Carolingiens (751-987)
| Archiatre                            | Roi des Francs          | Dates de fonction | Faculté d'origine |
| ------------------------------------ | ----------------------- | ----------------- | ----------------- |
| Tranquillinus.                       | Clovis                  | 506               | ?                 |
| Anthimus                             | Thierry Ier             | ?                 | ?                 |
| Réaval                               | Clotaire Ier            | ?                 | ?                 |
| Armentarius                          | Gontran ou Sigebert Ier | 573               | ?                 |
| Donat ? et Nicolas ?                 | Gontran                 | ?                 | ?                 |
| Marileif                             | Childebert Ier          | ?                 | ?                 |
| Pierre                               | Thierry II              | 606               | ?                 |
| Pierre                               | Thierry III             | 691               | ?                 |
| Buhahylyba Bingezla Witanus Farragus | Charlemagne             | ?                 | arabe juif ?      |
| Sédécias Gaufroy le Louche           | Louis le Pieux          | ?                 | ? Fulda           |
| Sédécias                             | Charles le Chauve       | 877               |                   |
| Derold                               | Charles le Simple       | c. 905            |                   |

### Sous les Capétiens directs (987-1328)
| Premier médecin                                                                       | Roi de France                       | Dates de fonction | Faculté d'origine |
| ------------------------------------------------------------------------------------- | ----------------------------------- | ----------------- | ----------------- |
| Jean de Chartres le Sourd                                                             | Henri Ier                           | ?                 | ?                 |
| Obizon                                                                                | Louis VI le Gros                    | ?                 | Paris             |
| Pierre Lombard                                                                        | Louis VII le Jeune                  | ?                 | Paris             |
| Gilles de Corbeil Jean de Saint Albans (vers 1170 - 1253) Rigord Roger de Fournivelle | Philippe II Auguste                 | ?                 | Paris Paris ?     |
| Roger de Fournivaille                                                                 | Louis VIII le Lion                  | ?                 | ?                 |
| Ernaud de Poitiers Roger de Provins Maîtresse Hersend Pierre de Soissons              | Saint Louis                         | ?                 | Paris             |
| Dudes ou Dudon Jean de Betisy                                                         | Philippe III le Hardi               | ?                 | Paris             |
| Ermengaud de Montpellier Helliquinus de Soissons Robert Fabre Arnoul de Quinquempoit  | Philippe IV le Bel                  | ?                 | ?                 |
| Geoffroy de Courvot                                                                   | Louis X le Hutin Philippe V le Long | ?                 | Paris             |

### Sous les Valois (1328-1589)
| Premier médecin | Roi de France                                                 | Dates de fonction | Faculté d'origine                     |
| --- | ------------------------------------------------------------- | ----------------- | ------------------------------------- |
| Gilbert Hamelin († 1360) | Philippe VI de Valois (1er avril 1293 – 22 août 1350)         | 1328-1350         | Paris                                 |
| Evrard de Conty . Gervais Chretien († 1382) . Jean de Guisco | Charles V le Sage (21 janv. 1338 – 16 septembre 1380)         | ?                 | Paris . Paris . Paris                 |
| Regnault Fréron . Guillaume de Harselay († juillet 1393) . Jean Clément ou de Marle | Charles VI le Fol (3 décembre 1368 – 22 octobre 1422)         | 1387-1395 . ? . ? | Paris . ? . Paris                     |
| Jacques Despars (vers 1380 – janvier 1458) . Adam Fumée (vers 1430 – novembre 1494) | Charles VII le Bien Servi (22 février 1403 – 22 juillet 1461) | ?                 | Paris . Montpellier                   |
| .Jacques Cottier (vers 1430 – 22 octobre 1506) | Louis XI le Prudent (3 juillet 1423 – 30 août 1483)           | ?                 | ?                                     |
| Jean Martin († 1491) . Jean Michel († 1493) . Jacques Ponceau | Charles VIII l'Affable (30 juin 1470 – 7 avril 1498)          | ?                 | Paris . Montpellier . ?               |
| Jean Avis Loysel . Guillaume Cop (v. 1460 - décembre 1531) | Louis XII le Père du Peuple (27 juin 1462 – 1er janvier 1515) | ?                 | Paris . Bâle Paris                    |
| Jean Gouevrot (1501-1552) . Louis de Bourges (1482-1556) | François Ier (12 sept 1494 – 31 mars 1547)                    | ?                 | ? . Paris                             |
| Jean Fernel (1497 - avril 1558) . Jean Chapelain († 1569) | Henri II (31 mars 1519 – 10 juillet 1559)                     | ?                 | Paris . Paris                         |
| Guillaume Millet († 1569) . Jacques de Sainte-Marthe († 1569) . Jérome Monty († 1569) | François II (19 janvier 1544 – 5 décembre 1560)               | ?                 | Paris . Paris de Poitou . ?           |
| Jean Mazille (ca.1517- 5 mai 1580) .Laurent Joubert (décembre 1529 - octobre 1583) . Louis Duret (1527 - 22 janvier 1586) .Ambroise Paré Premier chirurgien du roi (v. 1510 - décembre 1590) | Charles IX (27 juin 1550 – 30 mai 1574)                       | ?                 | Montpellier . Montpellier . Paris . ? |
| Marc Miron († novembre 1608) | Henri III (19 septembre 1551 – 2 août 1589)                   | ?                 | Paris                                 |

### Sous les Bourbons (1589-1793)
| Premier médecin | Roi de France                                     | Dates de fonction                                                                     | Faculté d'origine                                          |
| --- | ------------------------------------------------- | ------------------------------------------------------------------------------------- | ---------------------------------------------------------- |
| Michel Marescot (août 1539 - octobre 1606) . Jean Ribit de la Rivière (v. 1546 - novembre 1605) .André du Laurens (décembre 1558- août 1609) . Antoine Petit . Pierre Milon (1553-1616)      | Henri IV (13 décembre 1553 – 14 mai 1610)         | 1553-1610 . ? . 1595- 1605 . 1606 - août 1609 . .. 1609-1609 . ?                      | Paris . Montpellier . Carcassonne . Orléans . Poitiers . ? |
| Jean Héroard(juillet 1551 - février 1628) . Charles Bouvard (1572 - octobre 1658) | Louis XIII (27 septembre 1601 – 14 mai 1643)      | 1610 - 1628 . 1627 - 1643                                                             | Montpellier . Paris                                        |
| Jacques Cousinot(1585 - juin 1646) . François Vautier (1590 - juillet 1652) .Antoine Vallot (1594 - août 1671) .Antoine d'Aquin (1629 - mai 1696) .Guy-Crescent Fagon (mai 1638 - mars 1718) | Louis XIV (5 septembre 1638 – 1er septembre 1715) | 1643 - juin 1646 . 1646 - juillet 1652 . 1652 - août 1671 . 1672 - 1693 . 1693 - 1715 | Paris . ? . ? . Montpellier . Paris                        |
| Louis Poirier (26 août 1650 – 30 mars 1718) | Louis XV (1710-1774)                              | 1715-1718                                                                             | Paris                                                      |
| Claude Dodart (1664 – 25 novembre 1730) | Louis XV (1710-1774)                              | 1718-1730                                                                             | Paris                                                      |
| Pierre Chirac (1650 – 1er mars 1732) | Louis XV (1710-1774)                              | 1730-1732                                                                             | Montpellier                                                |
| François Chicoyneau (23 avril 1672 – 13 avril 1752) | Louis XV (1710-1774)                              | 1732-1752                                                                             | Montpellier                                                |
| Jean-Baptiste Sénac (29 mars 1693 – 20 décembre 1770) | Louis XV (1710-1774)                              | 1752-1770                                                                             | Montpellier                                                |
| Joseph Lieutaud (21 juin 1703 – 6 décembre 1780) | Louis XVI (1754-1793)                             | 1774-1780                                                                             | Aix                                                        |
| François de Lassone (3 juillet 1717 – 10 décembre 1788) | Louis XVI (1754-1793)                             | 1780-1788                                                                             | Paris                                                      |
| Guillaume Le Monnier (27 juin 1717 – 7 septembre 1799) | Louis XVI (1754-1793)                             | 1789-1792                                                                             | Paris                                                      |

### Sous NapoléonIer(1804-1814)
| Premier médecin                                              | Empereur des Français                    | Dates de fonction | Faculté d'origine |
| ------------------------------------------------------------ | ---------------------------------------- | ----------------- | ----------------- |
| Jean-Nicolas Corvisart (15 février 1755 - 18 septembre 1821) | Napoléon Ier (15 août 1769 – 5 mai 1821) | 1804 - 1814       | Paris             |

### Sous la Restauration (1815-1848)
| Premier médecin                                                                                          | Roi                        | Dates de fonction   | Faculté d'origine                                                           |
| --- | -------------------------- | ------------------- | --------------------------------------------------------------------------- |
| Antoine Portal (5 janvier 1742 – 23 juillet 1832)                                                        | Louis XVIII (1755-1824)    | 1803-1830           | Montpellier                                                                 |
| Antoine Portal (5 janvier 1742 – 23 juillet 1832)                                                        | Charles X (1757-1836)      | 1803-1830           | Montpellier                                                                 |
| Charles Chrétien Henri Marc (4 novembre 1771 – 12 janvier 1840) Jules Béhier (26 août 1813 – 7 mai 1876) | Louis-Philippe (1773-1850) | 1830-1837 1837-1848 | Faculté de médecine de l'université d'Erlangen Faculté de médecine de Paris |

### Sous le Second Empire (1852-1870)
| Premier médecin                            | Empereur                 | Dates de fonction | Faculté d'origine |
| ------------------------------------------ | ------------------------ | ----------------- | ----------------- |
| Henri Conneau (4 juin 1803 – 16 août 1877) | Napoléon III (1808-1873) | 1852-1870         | Florence          |